# Nizhyn (huyện)
Huyện Nizhyn (tiếng Ukraina: Ніжинський район, chuyển tự: Nizhyns'kyi raion) là một huyện của tỉnh Chernihiv thuộc Ukraina. Huyện Nizhyn có diện tích 1514 kilômét vuông, dân số theo điều tra dân số ngày 5 tháng 12 năm 2001 là 36506 người với mật độ 24 người/km2. Trung tâm huyện nằm ở Nizhyn.